# Armand Toussaint
François Christoph Armand Toussaint, conocido como Armand Toussaint fue un escultor francés, nacido el 7 de abril de 1806 en París y fallecido el 24 de mayo de 1862 en la misma ciudad. 

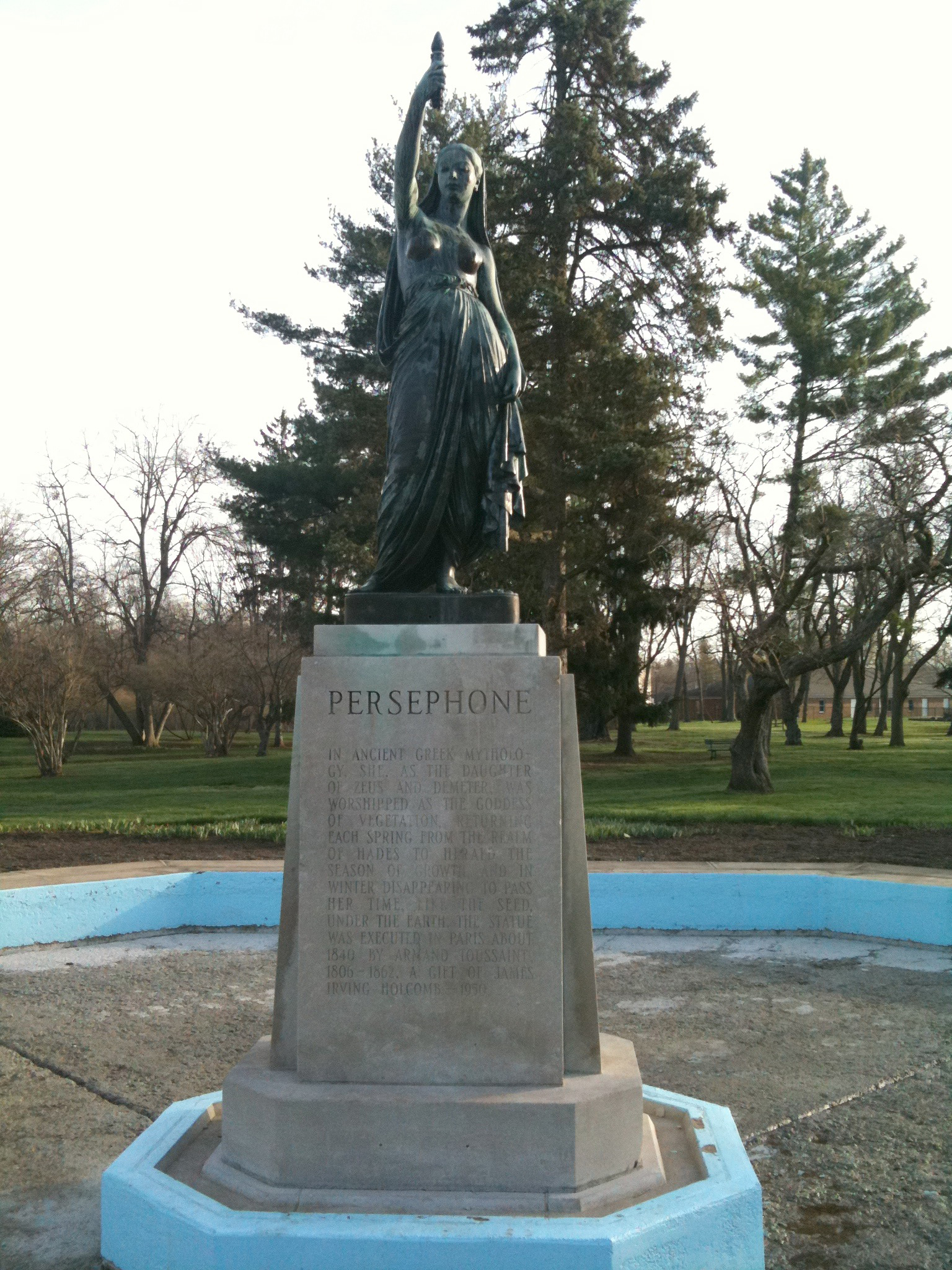
Estatua de Perséfone en Indianápolis

## Datos biográficos
Pupilo de David d'Angers en la École des Beaux-Arts de  París. Durante su etapa de estudiante optó al Premio de Roma en escultura, quedando segundo en 1832, por detrás de François Jouffroy y Jean-Louis Brian. Expuso en los Salones anuales de París desde 1836.  Fue galardonado como Caballero de la Legión de Honor en 1852.
Fue profesor en la Escuela nacional superior de Bellas Artes de París, teniendo por alumno a Charles Gumery.
Es autor de una figura de la Virgen realizada el año 1856, ubicada sobre una peana de piedra en el muro derecho de la Capilla Santa , en la Basílica de la Asunción de Nuestra Señora en Lequeitio.
Es autor de al menos una escultura importante en los Estados Unidos, una estatua de Perséfone, localizada en in Indianapolis, Indiana, creada hacia  1840.
Toussaint falleció en París en 1862.